# 沙元炳

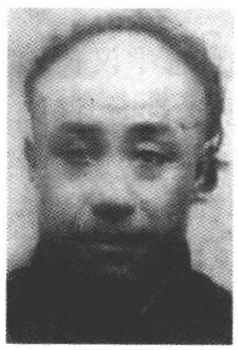
沙元炳

沙元炳（1864年—1927年），字健菴，号为髯，晚号石为翁，江苏如皋县人。光緒二十年中二甲進士，清末民初政治人物、诗人。

## 人物生平
光绪七年（1881年）应院试录附生，光绪十八年（1892年）中式会试，光緒二十年（1894年）補殿試，成二甲進士。同年五月，改翰林院庶吉士，光緒二十四年四月，散館，授翰林院編修。宣统元年（1909年），当选江苏谘议局议员。中华民国成立后，於民国二年（1913年）当选第一届省议会议长。民国六年（1917年）5月辞职。此后曾任如皋师范学堂总理、公立简易师范学堂监督，广生油厂经理，县商会会长、民政长，如皋水利会会长及附设的测绘局局长，以及县中医医学会名誉会长、如皋医学研究会会长等职。主持编修《如皋县志》，撰有《如皋疆域考》，组织测绘如皋全境地形。民国十六年（1927年）卒。

## 個人著作
- 主持编修《如皋县志》
- 撰有《如皋疆域考》

## 相關著作
李希圣工诗，著有《志颐堂诗钞》。《晚晴簃诗汇》收其诗作七首。